# Kovboj

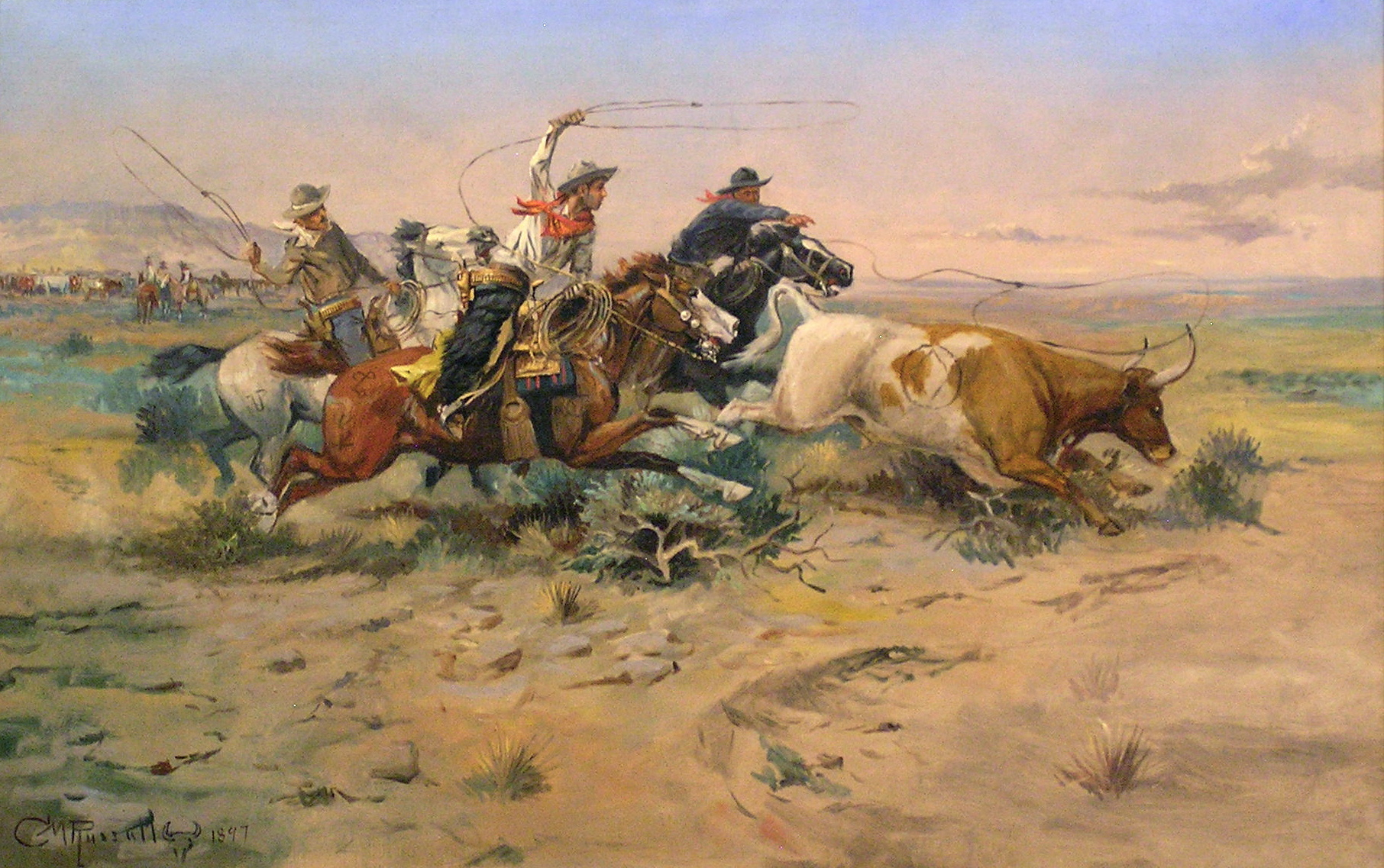
Klasický obrázek amerického kovboje, Charles Marion Russell

Kovboj je zpravidla muž z amerického venkova, zemědělský pracovník, honák dobytka, pastevec skotu v prérii.
Slovo pochází z prostředí severoamerického venkova, jako takové je přímo odvozeno z anglických slov cow – kráva a boy – hoch, chlapec, chlapík. Z počátku se označení používalo ve tvaru cow-boy, postupem času spojovník zmizel.
Tradice má hluboké historické kořeny, které sahají až do Španělska a prvních evropských kolonizátorů Ameriky. V průběhu staletí rozdíly v terénu a podnebí a vliv tradic zacházení s dobytkem z různých kultur vytvořily několik odlišných stylů vybavení, oblečení a zacházení se zvířaty. S tím, jak se vždy praktický kovboj přizpůsoboval modernímu světu, přizpůsobovalo se i jeho vybavení a techniky, i když se zachovalo mnoho klasických tradic.
Výraz "kovboj" se kromě toho používal i během americké revoluce k popisu amerických bojovníků, kteří se stavěli proti hnutí za nezávislost.
Slovo přešlo do mnoha literárních děl i písniček, odtud pak i do mnoha westernových filmů jako oblíbená literární a později i filmová postava příběhů z prostředí divokého západu.

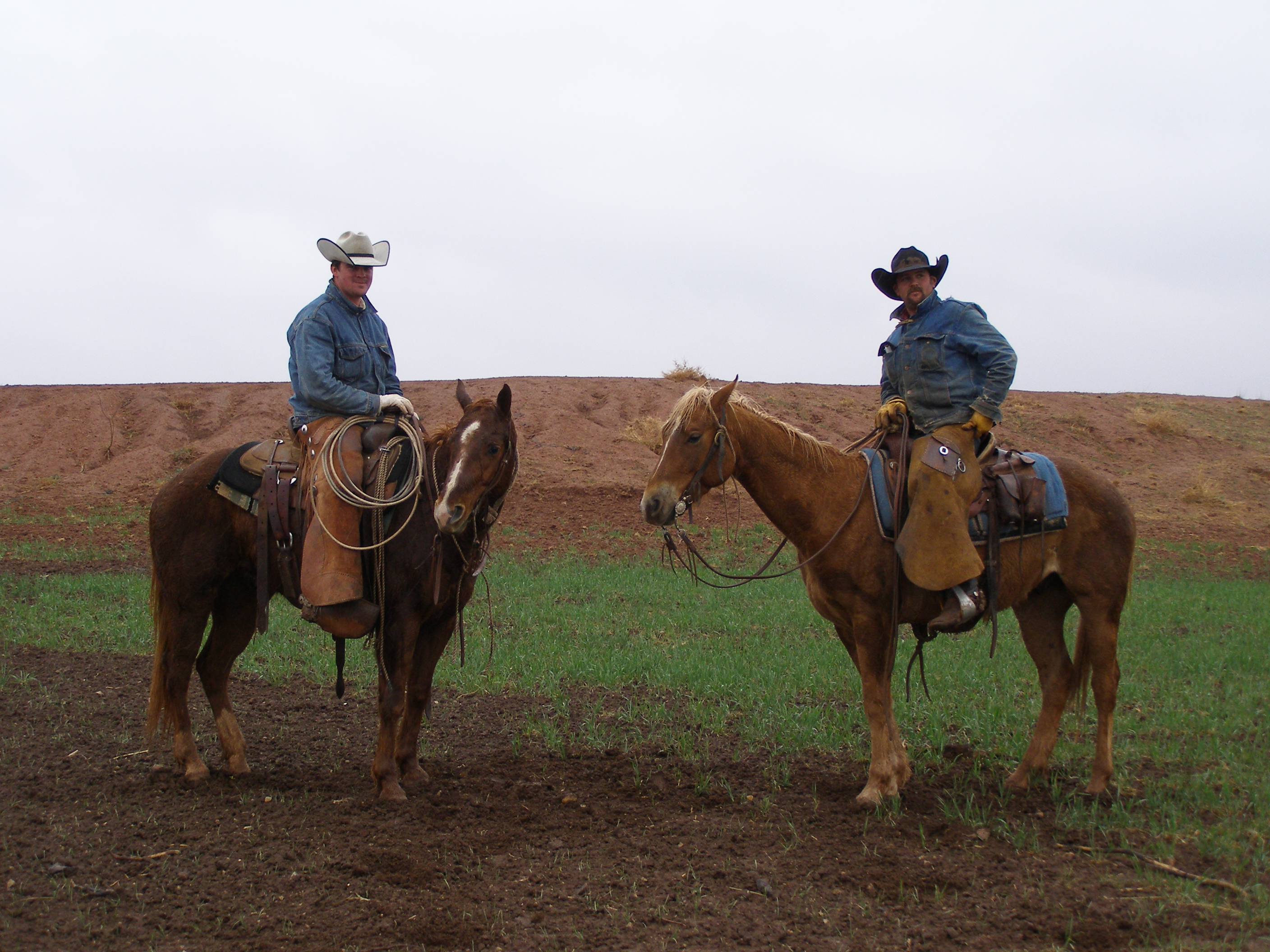
Moderní texaští kovbojové

## Kovbojové dnes
Kovbojské řemeslo do dnešní doby přežívá spíše sporadicky. Většinou je udržováno v rámci koloritu či agroturistiky. Práci kovbojů lze vidět také ve westernových disciplínách.